# Czerniewice (gemeente)
De gemeente Czerniewice is een landgemeente in het Poolse woiwodschap Łódź, in powiat Tomaszowski.
De zetel van de gemeente is in het dorp Czerniewice.

## Demografie
Op 30 juni 2004 telde de gemeente 5144 inwoners.
Stand op 30 juni 2004:
| Omschrijving                   | Totaal | Totaal | Vrouwen | Vrouwen | Mannen | Mannen |
| ------------------------------ | ------ | ------ | ------- | ------- | ------ | ------ |
| eenheid                        | aantal | %      | aantal  | %       | aantal | %      |
| inwoners                       | 5144   | 100    | 2548    | 49,5    | 2596   | 50,5   |
| bevolkingsdichtheid (inw./km²) | 40,3   | 40,3   | 19,9    | 19,9    | 20,3   | 20,3   |

## Oppervlakte gegevens
De gemeente Czerniewice beslaat 127,73 km², waarvan:
- agrarisch gebied: 66%
- bossen: 28%

De gemeente beslaat 12,45% van de totale oppervlakte van de powiat.

## Plaatsen
De gemeente bestaat uit plaatsen:
Annopol Duży, Annopol Mały, Annów, Chociw,
Chociwek, Czerniewice, Dzielnica, Dąbrówka, Gaj, Helenów, Józefów, Krzemienica, Lechów, Lipie, Mała Wola, Nowa Strzemeszna, Nowe Studzianki, Paulinów, Podkonice Duże, Podkonice Małe, Podkonice Miejskie, Podkońska Wola, Stanisławów Lipski, Stanisławów Studziński, Strzemeszna, Strzemeszna Pierwsza, Studzianki, Teodozjów, Turobów, Wale, Wielka Wola, Wólka Jagielczyńska, Zagóry, Zubki Duże, Zubki Małe.

## Aangrenzende gemeenten
Cielądz, Inowłódz, Lubochnia, Rawa Mazowiecka, Rzeczyca, Żelechlinek

## Link zewnętrzny

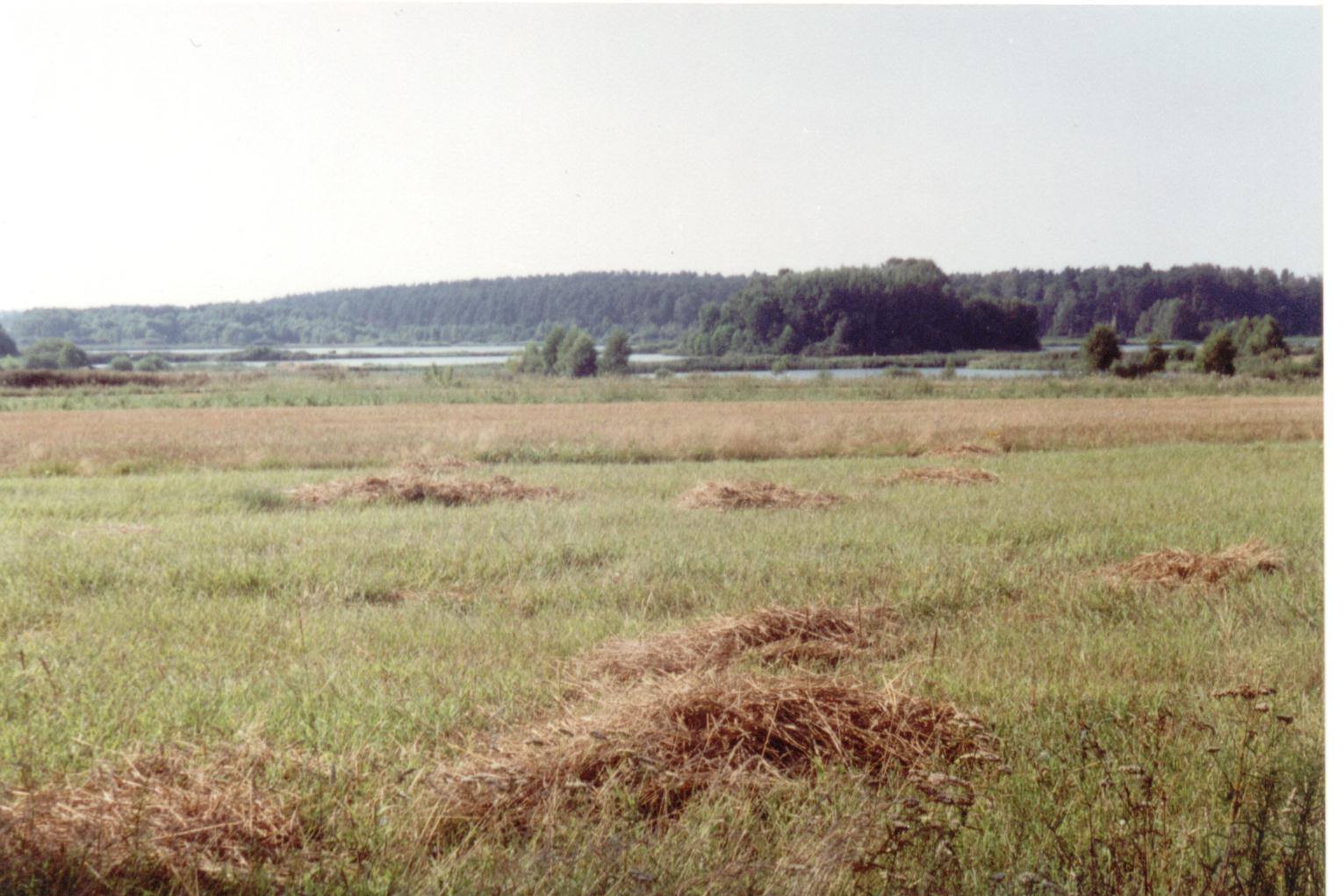
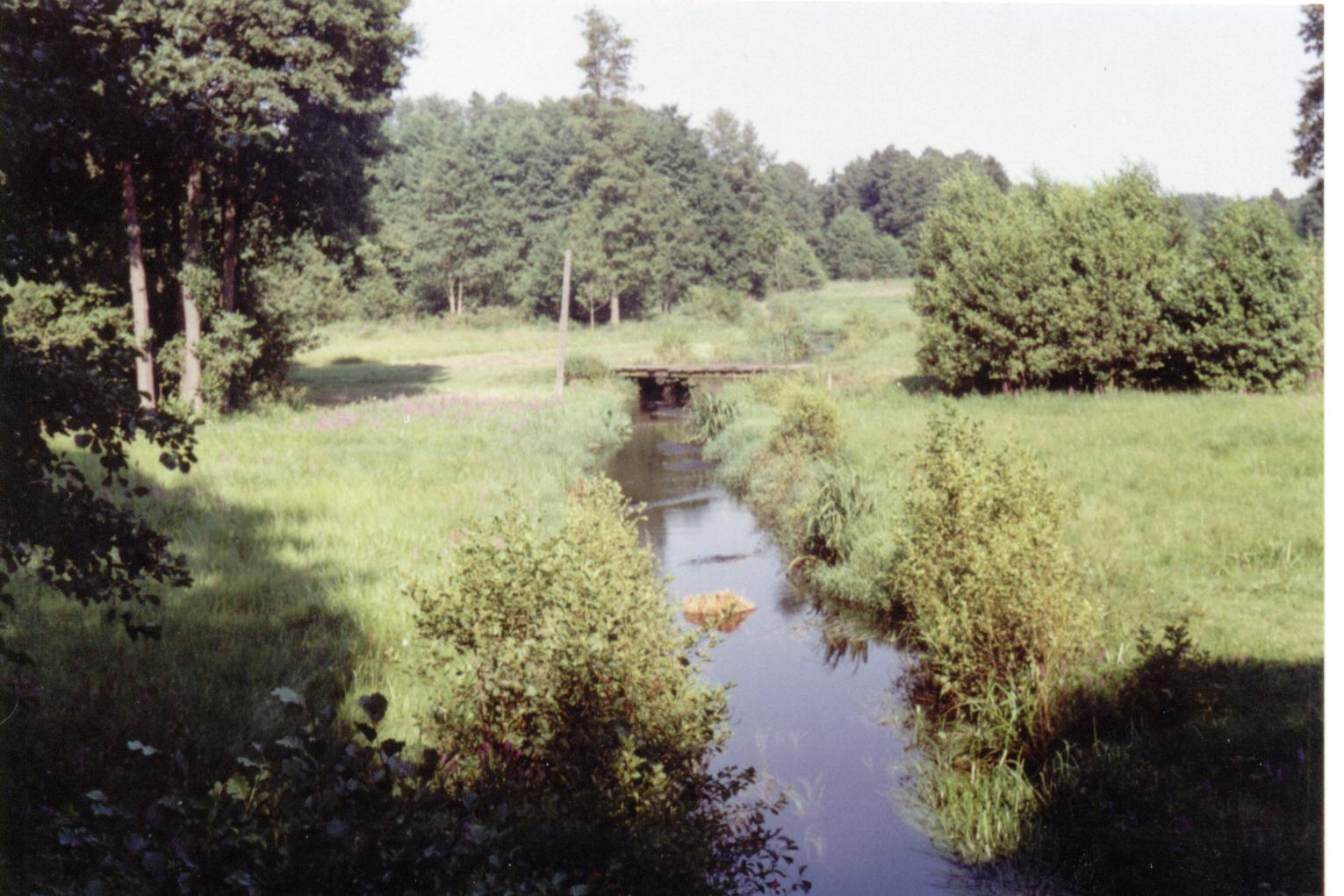
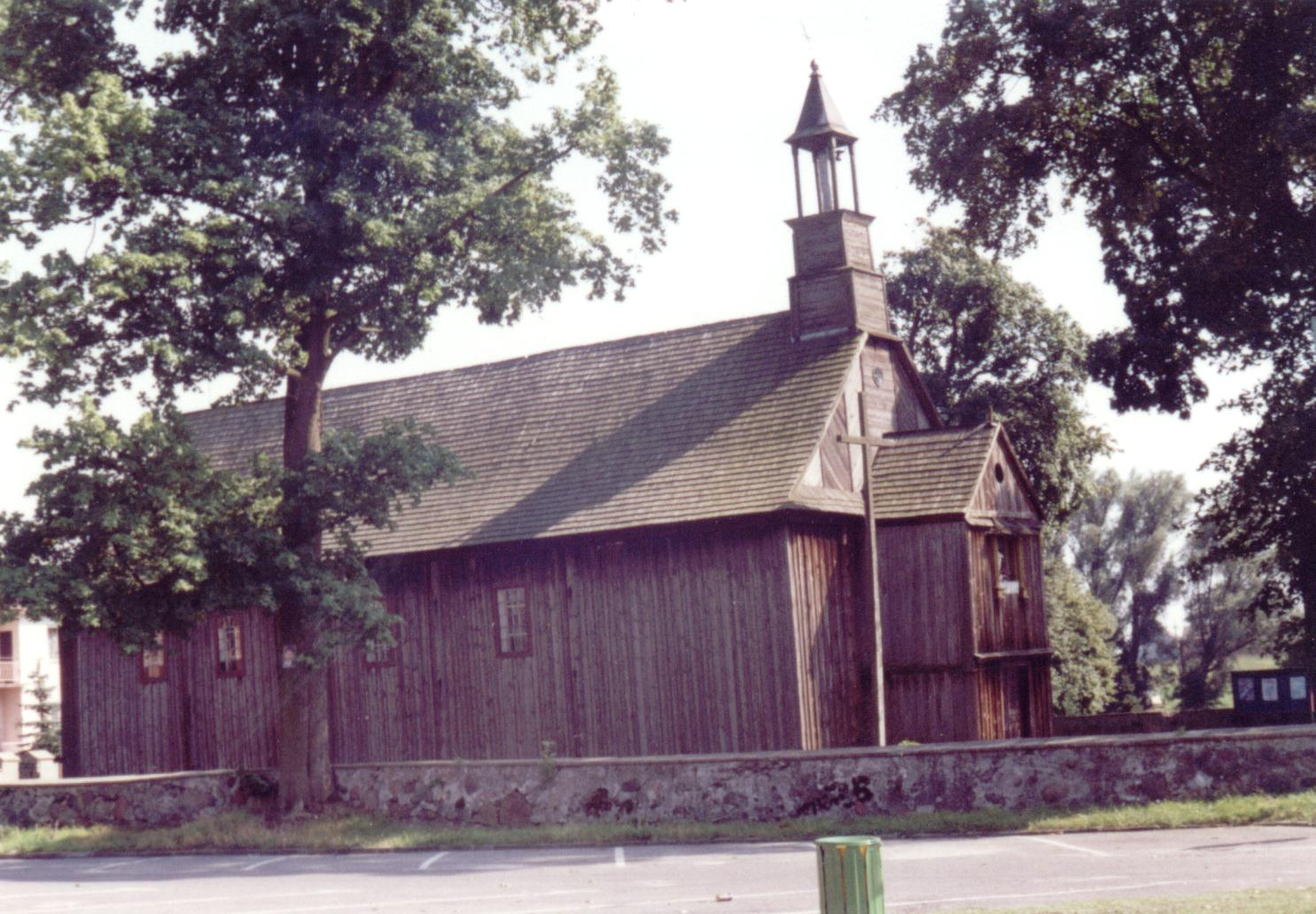
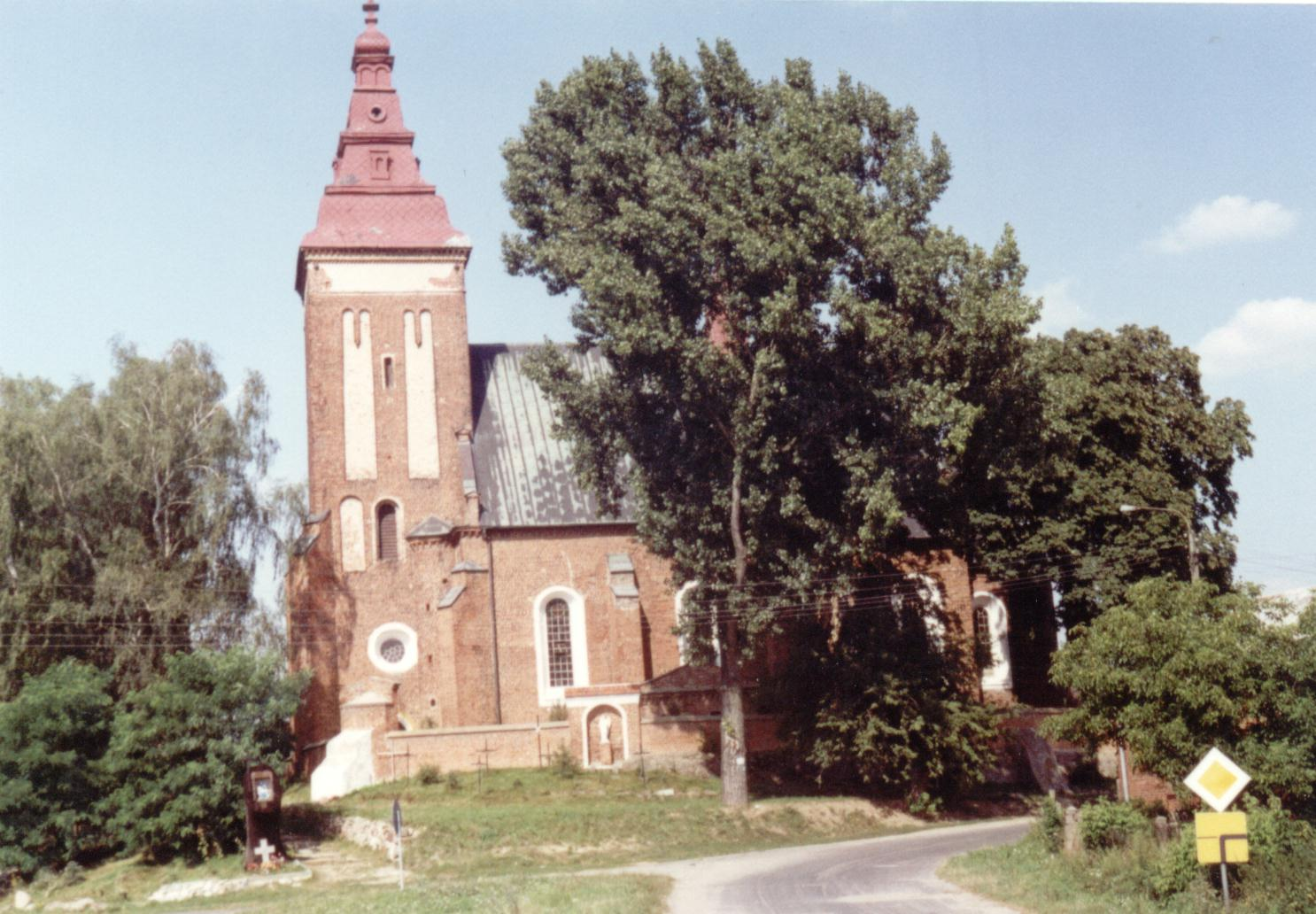

- Portal turystyczno-krajoznawczy województwa Łódzkiego - Gmina Czerniewice